# 볼프강 페테르젠

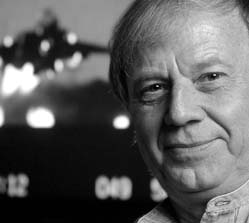
볼프강 페테르젠

볼프강 페테르젠(독일어: Wolfgang Petersen, 독일어 발음: [ˈpeːtɐzn̩], 영어: 울프갱 피터슨, 1941년 3월 14일~2022년 8월 12일)은 독일의 영화 감독이다.

## 연출 작품
- Der Eine, der Andere (1969) - 단편
- Ich nicht (1969) - 단편
- 특전 유보트 (1981)
- 네버엔딩 스토리 (1984)
- 에너미 마인 (1985)
- 가면의 정사 (1991)
- 사선에서 (1993)
- 아웃브레이크 (1995)
- 에어 포스 원 (1997)
- 바이센테니얼 맨
- 퍼펙트 스톰 (2000)
- 트로이 (2004)
- 포세이돈 (2006)
- 뱅크 어택: 은행습격사건 (2016, Vier gegen die Bank)